# Kanchi Wichmann
Kanchi Wichmann es una cineasta británica, conocida por la película lésbica Break My Fall (2011), catalogada por el British Film Institute como una de las diez mejores películas lésbicas para ver .

## Biografía
Wichmann nació en 1974 en North Devon, de madre inglesa y padre alemán. Se instaló en Londres a los 17 años. Es egresada del Surrey Institute of Art and Design y el College of North East London, Tottenham.
A los 18 años comenzó a realizar películas en video y Super 8. Su primer largometraje, Break My Fall, desarrollado en Hackney y Peccadillo Pictures, se estrenó en 2011. Además de escribir y dirigir sus propias películas, se ha desempeñado en muchos trabajos relacionados con el cine, incluidos festivales de cine y para otros directores.

## Filmografía
- Break My Fall (2011)
- I Don't Exist (2004)
- Travelling Light (1999)